# Кузнецов, Роман Александрович
Роман Александрович Кузнецов (19 января 1986, Иркутск, СССР) — российско-казахстанский хоккеист, игравший на позиции нападающего.

## Образование
Окончил федеральное государственное бюджетное образовательное учреждение «Российский экономический университет имени Г. В. Плеханова»
Повысил квалификацию в 2022 году «Современные технологии подготовки спортивного резерва в хоккее».
Негосударственное образовательное частное учреждение "Московский финансово-промышленный университет «Синергия».
Спортивный менеджмент
Профессиональная переподготовка ОГБУ «РМЦ РФКиС ИО» — тренер.
КузГПА (Кузнецкая Государственная педагогическая академия) — тренер-преподаватель.

## Биография
Р. А. Кузнецов — воспитанник иркутского хоккея.
В высшей лиге провел 184 игры, набрав 25+25 очков. В 4 играх в 1 лиге отметился тремя шайбами и двумя передачами.
В 11 играх чемпионата Казахстана отметился 2 шайбами и 1 передачей.
В сезоне 2010—2011 года выступал в ВХЛ. Проведя 28 игр, забил 2 шайбы и сделал 3 результативных передачи.
На чемпионатах мира выступал в 2006 (U20), 2008 (1 дивизион мирового хоккея).
Кандидат в мастера спорта Российской Федерации. Мастер спорта Республики Казахстан. В 2012 году завершил карьеру хоккеиста, вернулся в Иркутск

## Тренерская деятельность
С 2013 года является старшим тренером по хоккею с шайбой в ОГКУ СШ «Рекорд» города Иркутск
С 2019 года при оптимизации и реструктуризации областных спортивных школ, отделение было передано в ОГКУ СШОР «Россия»
Основатель хоккейного клуба «Байкал» и главный тренер.

## Достижения
- — 2 место на чемпионате мира по хоккею (1 дивизион) — 2008
- — 2 место на чемпионате мира по хоккею (U20; 1 дивизион) — 2006
- — 1 место победитель спартакиады народов Сибири — 2003